# CSA Steaua Bukarest
Der Clubul Sportiv al Armatei Steaua București (deutsch Armeesportklub Stern Bukarest), im deutschen Sprachraum kurz CSA Steaua Bukarest oder einfach nur Steaua Bukarest, ist ein Sportverein aus der rumänischen Hauptstadt Bukarest. Der Verein wurde am 7. Juni 1947 als ASA Bukarest gegründet und benannte sich 1948 in CSCA Bukarest und 1950 in CCA Bukarest um, bevor er 1961 seinen heutigen Namen erhielt.

## Abteilungen
Der Verein verfügt aktuell über 29 Abteilungen: Basketball, Boxen, Eishockey, Fechten, Fußball, Gewichtheben, Gymnastik, Handball (männlich), Judo, Kanusport, Karate, Kempō Karate, Leichtathletik, Moderner Fünfkampf, Motorradsport, Pferdesport, Radsport, Ringen, Rudern, Rugby, Sambo, Schießen, Schwimmen, Tennis, Tischtennis, Triathlon, Volleyball, Wasserball und World Taekwondo.

### Eishockey
Die Eishockeyabteilung wurde 1951 gegründet und ist rumänischer Rekordmeister. Die Mannschaft tritt unter dem Marketingnamen Steaua Rangers an.

### Fußball

Logo der Fußballabteilung

Die Fußballabteilung existierte seit 1947 und wurde in der Folge zum rumänischen Rekordmeister und gewann 1986 den Europapokal der Landesmeister. 1998 wurde die Fußballabteilung aus dem Armeesportklub herausgelöst und als Non-Profit-Organisation privatisiert. 2003 erwarb George Becali die Anteile an der Organisation, die zur Aktiengesellschaft wurde. 2017 verlor die Aktiengesellschaft einen Rechtsstreit gegen das rumänische Verteidigungsministerium. Die Gesellschaft musste ihre Mannschaft in FCSB Bukarest umbenennen und durfte auch das Logo nicht mehr verwenden. Die Fußballabteilung von CSA Steaua Bukarest wurde im Zuge des Rechtsstreites 2014 neu gegründet und startete in der Saison 2017/18 mit den erstrittenen Symbolen und Namen in der Liga IV. In der Saison 2020/21 spielte die Mannschaft in der Liga III. Seit der Saison 2021/22 ist man in der Liga II aktiv.

### Handball
Die Handballabteilung ist rumänischer Rekordmeister und gewann 2-mal den Europapokal der Landesmeister.